# Teucholabis (Teucholabis) unicolor
Teucholabis (Teucholabis) unicolor is een tweevleugelige uit de familie steltmuggen (Limoniidae). De soort komt voor in het Oriëntaals gebied.